# Giro delle Fiandre 1981
Il Giro delle Fiandre 1981, sessantacinquesima edizione della corsa, fu disputato il 5 aprile 1981, per un percorso totale di 267 km. Fu vinto dall'olandese Hennie Kuiper, al traguardo con il tempo di 6h32'37" alla media di 40,65 km/h.
Partenza a Sint-Niklaas con 184 ciclisti di cui 45 portarono a termine il percorso.

## Ordine d'arrivo (Top 10)
| Pos. | Corridore           | Squadra          | Tempo    |
| ---- | ------------------- | ---------------- | -------- |
| 1    | Hennie Kuiper       | DAF Trucks       | 6h32'37" |
| 2    | Frits Pirard        | Boule d'Or       | a 1'03"  |
| 3    | Jan Raas            | TI-Raleigh-Creda | a 1'06"  |
| 4    | Jacques Bossis      | Peugeot          | s.t.     |
| 5    | J.-L. Vandenbroucke | La Redoute       | s.t.     |
| 6    | Roger De Vlaeminck  | DAF Trucks       | a 1'13"  |
| 7    | Fons De Wolf        | Vermeer Thijs    | s.t.     |
| 8    | Sean Kelly          | Splendor         | s.t.     |
| 9    | Stefan Mutter       | Cilo-Aufina      | s.t.     |
| 10   | Daniel Willems      | Capri Sonne      | s.t.     |